# 土屋太刀三郎
土屋 太刀三郎（つちや　たちさぶろう）は、江戸時代後期の旗本。土屋家の第10代当主。 

## 生涯
土屋正典の長男。天保三年（1832年）に家督を相続する。
天保五年（1834年）春に累積した貸付金、市中借など借財と利息の返済などを自身の才覚で帳消しにするという須藤久三郎を家臣にする。しかし、村人たちからそれまで以上に金を搾り取って土屋家の収入を増やすことで、財政赤字を強に解消しようとした為、天保8年（1837年）に、須藤の罷免る。嘉永六年（1853年）黒船来航に伴い幕府より武力強化を命じられ、さらに財政を圧迫する。
元治元年（1864年）に没する。
居屋敷は本所南割下水で500坪あった。

## 知行所
- 相模国愛甲郡猿ヶ島村200石（現神奈川県厚木市）
- 下総国葛飾郡栗ヶ沢村104石（現千葉県松戸市）
- 下総国葛飾郡大谷口村236石（現千葉県松戸市
- 下総国千葉郡中野村86石（現千葉県千葉市）
- 武蔵国横見郡地頭方村107石（現埼玉県比企郡吉見町地頭方）
- 常陸国鹿島郡武井村200石（現茨城県結城市）
- 武蔵国横見郡山野下村123石（現埼玉県比企郡吉見町山ノ下）